# Stornäs, Borgå
Stornäs är en halvö i Finland.   Den ligger i landskapet Nyland, i den södra delen av landet, 40 km öster om huvudstaden Helsingfors. Stornäs ligger på ön Emsalö.